# Jászjákóhalma
Jászjákóhalma is een plaats (község) en gemeente in het Hongaarse comitaat Jász-Nagykun-Szolnok. Jászjákóhalma telt 3155 inwoners (2006).